# Rodrigo Caro
Rodrigo Caro (Utrera, 1573. október 4. – Sevilla, 1647. augusztus 10.) a spanyol aranykorban alkotó, költő, történész, ügyvéd és katolikus pap.

## Élete
Rodrigo Caro 1590-ben kezdte meg kanonoki tanulmányait az Osunai Egyetemen, amit 1594-től a Sevillai Egyetemen folytatott és 1596-ban fejezett be. 1596 és 1620 között kötelékvédőként praktizált. Anyja mellett nyolc testvérét is támogatta. 1598-ban szentelték pappá, egyházi jövedelmét ettől kezdve az utrerai Santa María de Utrera plébániától kapta. Papi hivatása mellett Utrera város önkormányzatának tanácsában is tevékenykedett, 1619-től könyvcenzori feladatait végezte, később pedig a sevillai érsekség felügyelői tisztségét is ellátta. 1627 júniusában Sevillába költözött, ahol szentszéki bíróként szolgált. Az érsekségben betöltött munkái sok keserűséggel jártak, még portugáliai száműzetésben is részesült. 1645-ben az egyre súlyosbodó gyomorbetegsége miatt lemondott tisztségeiről. Két évvel később, 73 éves korában, 1647. augusztus 10-én hunyt el.
Rodrigo Caro a XVI. század végétől kezdve szoros kapcsolatot ápolt Sevilla város műveltebb köreivel. Ezekben az értelmiségi körökben formálódtak az irodalmi és művészeti akadémiák továbbá különféle társas összejövetelek, amelyek helyszínéül Alcalá harmadik hercegének palotája és Francisco Pacheco del Río műhelye szolgált. Ekkoriban Sevilla városának szövetében kezdett megmutatkozni az a társadalmi és gazdasági romlás, ami felváltotta az előző század látványos kulturális növekedését, és aminek súlyos következményei voltak azokra a társas összejövetelekre nézve is amikben Rodrigo Caro részt vett.

## Munkássága
Tudományos munkáival Sevilla város és annak környezetét dolgozta fel, fontos forrásanyagokat biztosítva ezzel a történészeknek. Művészete is jelentős, prózái mellett költészeti alkotásai, elsősorban lírái tették őt ismertté. 

#### Prózái
- Claros varones en letras, naturales de la ciudad de Sevilla[5]. – Sevilla város nevezetes férfiainak életrajzi gyűjteménye, köztük Ana Caro de Mallén, Juan de Mal Lara, Fernando de Herrera és Pero Mexía.
- Tratado de la antigüedad del apellido Caro[6] – A Caro vezetéknév történetéről írt tanulmány.
- Memorial de Utrera – Utrera emlékműveiről írt történeti alkotás.
- Veterum Hispaniae Deorum Manes sive Reliquiae[7] – Latin nyelven írt próza.
- Relación de las inscripciones y antigüedad de la Villa de Utrera (Osuna, 1620)[8] – Utrera város történelmi bemutatása a város levéltári és archeológiai gyűjteményét felhasználva.
- El santuario de Nuestra Señora de la Consolación (Osuna, 1622) – Vigasztaló Miasszonyunk Utrerában található szentélyéről írt történeti alkotás.
- Antigüedades y principado de la Ilustrísima ciudad de Sevilla y corografía de su convento jurídico o antigua Chancillería (Sevilla, 1634) – Sevilla városáról írt történelmi alkotás.
- Días geniales o lúdicros – Kéziratban fennmaradt, de 1884-ben, majd 1978-ban újra publikált bibliográfiai alkotás, amely a sevillai folklor történeti forrásainak egyik fontos műve.

#### Versei
Költészetének két kiemelkedő alkotása az 1595 és 1614 között, öt változatban írt Canción a las Ruinas de Itálica, valamint a sus Días Geniales o Lúdricos. Az előbbiben a középkori költészet formalizmusával idézi meg a régészeti maradványokat s teszik erkölcsi töprengés, vagy elgondolkodás tárgyává, témájává a költők számára, míg az utóbbi alkotásában Don Fernando alakján keresztül szimbolizálja az intellektuális visszavonulást.